# Socha Persea (Dohalice)
Barokní socha Persea se nalézá na břehu říčky Bystřice nedaleko od Dohalické tvrzi v obci Dohalice v okrese Hradec Králové. Jedná se o kvalitní barokní pískovcovou sochu neznámého autora, která je chráněna jako kulturní památka ČR. Národní památkový ústav tuto sochu uvádí v katalogu památek pod rejstříkovým číslem ÚSKP 41517/6-701.

## Popis
Pískovcová barokní socha antického hrdiny Persea stojí na hranolovém podstavci z pískovcových kvádrů zakončeném profilovanou římsou. Socha v nadživotní velikosti představuje Persea v antické zbroji s helmicí na hlavě, s pláštěm a mečem. V pravé ruce drží železné kopí, levou přidržuje u nohy štít, na němž je reliéf hlavy Medúzy. U nohou sochy se nalézá had, který se chystá pozřít žábu.
Socha stojí jako pozůstatek bývalého parku při zámku v Sadové, který vyhořel a v roce 1844 byl zbořen.

## Galerie

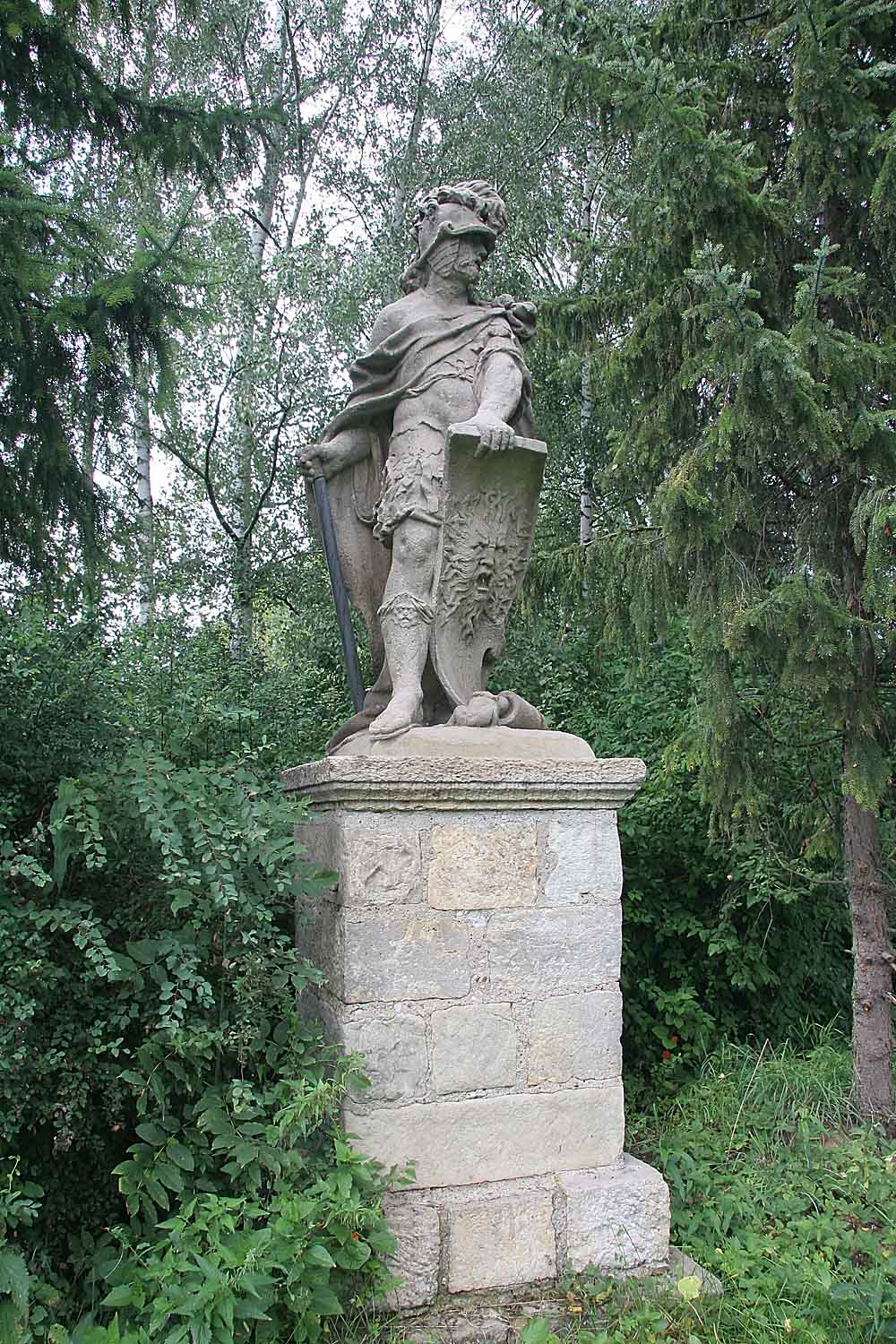
barokní socha Persea v Dohalicích